# Comin' at Ya!
Comin' at Ya! è un film del 1981, diretto da Ferdinando Baldi.

## Trama
Durante una cerimonia nuziale, dei banditi irrompono facendo un macello e rapiscono la sposa. L'uomo viene lasciato ferito, creduto morto. Ma si sbagliano, ripresosi parte alla ricerca della sua amata e della sua vendetta.